# Газофракціонування
Газофракціонування — процес розділення вуглеводневої сировини (нестабільного газового бензину) з метою отримання індивідуальних легких вуглеводнів або вуглеводневих фракцій високої чистоти, які відрізняються температурою кипіння.
Застосовується з метою отримання індивідуальних низькомолекулярних вуглеводнів C1-C6 (як граничних, так і неграничних, нормальної або ізобудови) або їх фракцій високої чистоти. Вихідна сировина — нафтозаводські гази та гази установок низькотемпературної переробкию
Обладнання газофракціонуючих установок (ГФУ) реалізує комбінування процесів конденсації, компресії, ректифікації та абсорбції.
Газофракціонування вуглеводневих сумішей — розділення сумішей легких вуглеводнів у колонах ректифікації з метою отримання індивідуальних компонентів або вузьких фракцій.